# 熊澤和希
 熊澤 和希（くまさわ かずき、2001年1月13日 - ）は、神奈川県小田原市出身のプロサッカー選手。Jリーグ・柏レイソル所属。ポジションはミッドフィールダー（MF）。

## 来歴
流通経済大柏時代には2度の全国高等学校サッカー選手権大会で準優勝に貢献し、進学した流通経済大学でも関東大学サッカーリーグ戦で1部優勝に貢献した。
2022年9月1日、J1の柏レイソルへの来季加入が内定した。
2023年4月5日、YBCルヴァンカップGS第3節・アルビレックス新潟戦で先発出場しプロデビューを果たした。

## 所属クラブ
- SSC
- FC厚木DREAMS
- 流通経済大学付属柏高等学校
- 流通経済大学
- 2023年 -  柏レイソル

## 個人成績
| 国内大会個人成績 | 国内大会個人成績 | 国内大会個人成績 | 国内大会個人成績 | 国内大会個人成績 | 国内大会個人成績 | 国内大会個人成績 | 国内大会個人成績 | 国内大会個人成績 | 国内大会個人成績 | 国内大会個人成績 | 国内大会個人成績 |
| 年度             | クラブ           | 背番号           | リーグ           | リーグ戦         | リーグ戦         | リーグ杯         | リーグ杯         | オープン杯       | オープン杯       | 期間通算         | 期間通算         |
| 年度             | クラブ           | 背番号           | リーグ           | 出場             | 得点             | 出場             | 得点             | 出場             | 得点             | 出場             | 得点             |
| 日本             | 日本             | 日本             | 日本             | リーグ戦         | リーグ戦         | リーグ杯         | リーグ杯         | 天皇杯           | 天皇杯           | 期間通算         | 期間通算         |
| ---------------- | ---------------- | ---------------- | ---------------- | ---------------- | ---------------- | ---------------- | ---------------- | ---------------- | ---------------- | ---------------- | ---------------- |
| 2023             | 柏               | 48               | J1               | 0                | 0                | 1                | 0                | 2                | 0                | 3                | 0                |
| 2024             | 柏               | 48               | J1               | 18               | 0                | 4                | 0                | 3                | 0                | 25               | 0                |
| 2025             | 柏               | 48               | J1               |                  |                  |                  |                  |                  |                  |                  |                  |
| 通算             | 日本             | 日本             | J1               | 18               | 0                | 5                | 0                | 5                | 0                | 28               | 0                |
| 総通算           | 総通算           | 総通算           | 総通算           | 18               | 0                | 5                | 0                | 5                | 0                | 28               | 0                |

出場歴
- Jリーグ初出場 - 2024年4月12日 J1第8節 浦和レッズ戦 (三協フロンテア柏スタジアム)

## タイトル

### クラブ
流経大柏高校
- 全国高等学校総合体育大会サッカー競技大会（2017年）

流通経済大学
- 関東大学サッカーリーグ戦（2021年）

### 個人
- 全国高校サッカー選手権大会・優秀選手（2018年）

## 代表歴
- U-16日本代表
  - オマーン遠征（2016年）
- U-18日本代表
  - UAE遠征（2019年）
- U-23日本代表
  - カンボジア遠征（2022年）